# Rosè Angione
Rosè Angione est une actrice italienne du cinéma muet.

## Filmographie
- 1920 : Mala nova, a
- 1921 : Luciella
- 1922 : È piccerella
- 1922 : A Santanotte
- 1923 : Cuooè d'a morte, 'O
- 1923 : Cor'e frate